# Harva, Upplands Väsby kommun
Harva är en tidigare småort vid Harvavik i Upplands Väsby kommun i Stockholms län, belägen cirka 4 kilometer väster om Upplands Väsby. Harva ligger strax väster om Edsby slott och Ljungbacka och söder om Båtbyggartorp.
Harva gård, med bebyggelse från 1800-talet, har under större delen av 1900-talet varit Äldre bildade kvinnors vilohem samt konferensgård.
SCB räknade Harva som en småort första gången vid avgränsningen år 2005. Då hade orten 54 invånare. 5 år senare uppgavs antalet invånare vara 58 personer. 2015 växte småorten samman med småorten Båtbyggartorp.